# D Киля
О звезде d Киля см. V343 Киля

D Ки́ля (лат. D Carinae, сокр. D Car) — звезда в созвездии Киля. Это бело-голубая звезда главной последовательности спектрального класса В с видимым блеском +4,81, она удалена от Земли примерно на 540 световых лет. Радиус звезды в четыре раза больше солнечного.